# Другий залізничний театр
Другий залізничний театр — драматичний театр при Південно-Західної залізниці, що діяв у 1918—1927 роках. В театрі працювала ціла плеяда відомих на той час і в майбутньому діячів українського театру.

## Загальні відомості
У січні 1918 року був створений Другий Залізничний театр (інші назви — «Конюшня» та «Театр під мостом»). Спершу він працював на Хрещатику, 7 (у Клубі службовців Управління Південно-Західної залізниці). А згодом перемістився на Залізничну колонію, у будівлю 14-ї дільниці служби залізниці. Споруду називали «Конюшня», тож таку назву мав і театр. У грудні 1919 року офіційно отримав назву і офіційне визнання як Другий залізничний театр.
Трупу очолювали спершу Р. Пушечніков (січень-весна 1918), К. Чумаченко (весна 1918—1920), Ілля Березняк (1920—1923), знову К. Чумаченко (з 1923). У 1923—1926 в театрі працювали Панас Саксаганський як режисер і актор та Микола Садовський. Тоді ж його перейменовано на Український пересувний театр. Припинив існування 1927 року.

## Репертуар
- Наталка Полтавка І. Котляревського
- Шельменко-денщик, Сватання на Гончарівці Г. Квітки-Основ'яненка
- «Невольник» за Т. Шевченком
- «Дай серцю волю, заведе в неволю» Марка Кропивницького
- Сто тисяч, Мартин Боруля, Безталанна, Наймичка І. Карпенка-Карого
- «Про що тирса шелестіла» С. Черкасенка
- «Хмари» О. Суходольського

## Склад
- В. Бондарівна
- М.Братерський
- А. Войцехівська
- Микола Гурський
- О. Липківський
- Д. Луцький
- Ганна Прядченко
- М. Руденко
- В. Руденко
- Є. Сичова
- Володимир Смірнов
- К. Станкевич
- П. Станкевич
- Ю. Троянець
- М. Юрченко